# Thamnophis proximus
Espèce
Synonymes
- Coluber proximus Say, 1823
- Eutaenia rutiloris Cope, 1885

Statut de conservation UICN

 LC  : Préoccupation mineure
Thamnophis proximus est une espèce de serpents de la famille des Natricidae.

## Répartition
Cette espèce se rencontre :
- aux États-Unis dans l'Illinois, dans l'Indiana, dans l'Oklahoma, dans le Wisconsin, dans le Kansas, en Louisiane, dans le Mississippi, dans le Nouveau-Mexique, dans l'Arkansas et au Texas ;
- dans l'est du Mexique ;
- au Guatemala ;
- au Belize ;
- au Salvador ;
- au Honduras ;
- au Nicaragua ;
- au Costa Rica.

## Description

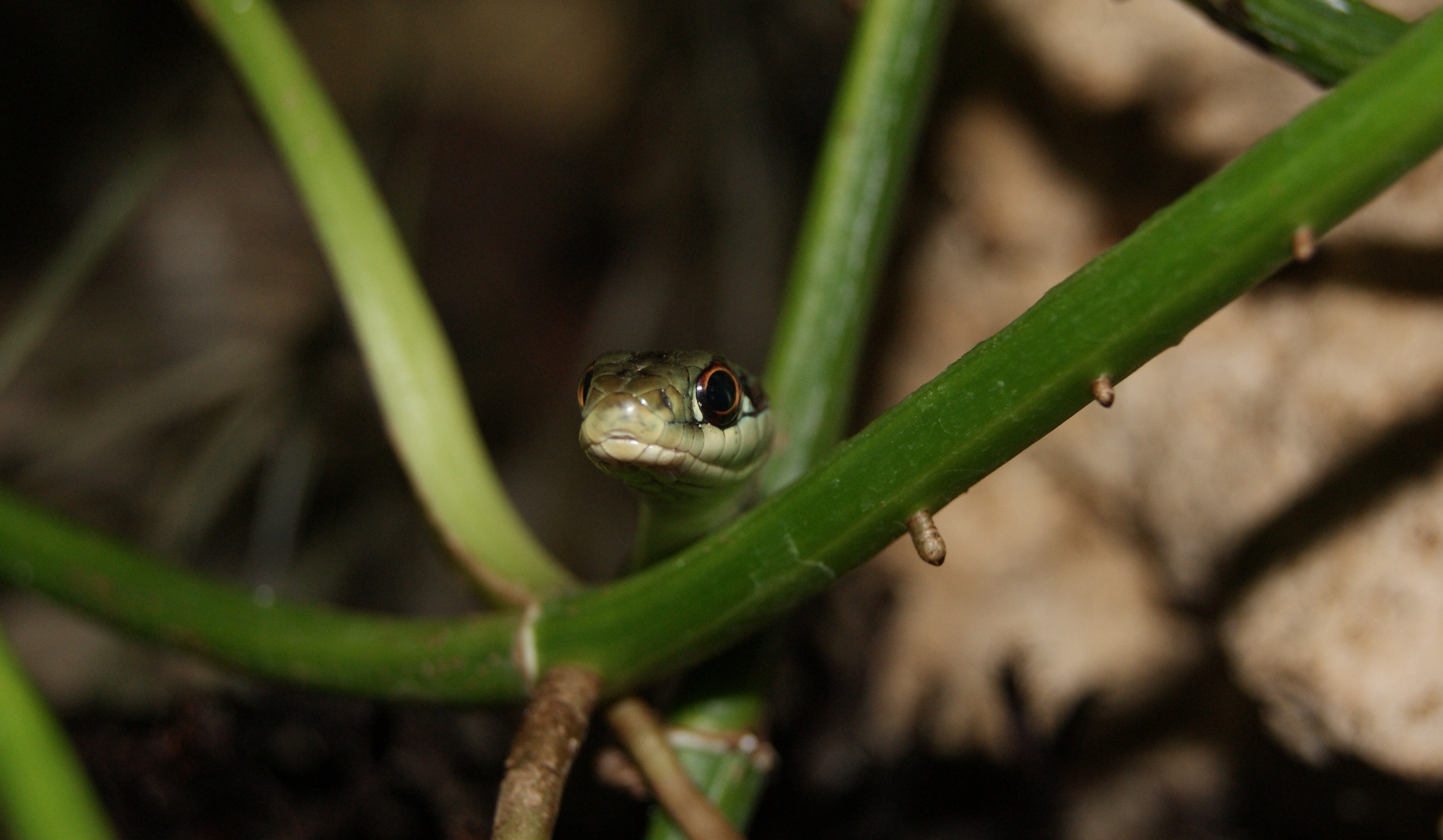

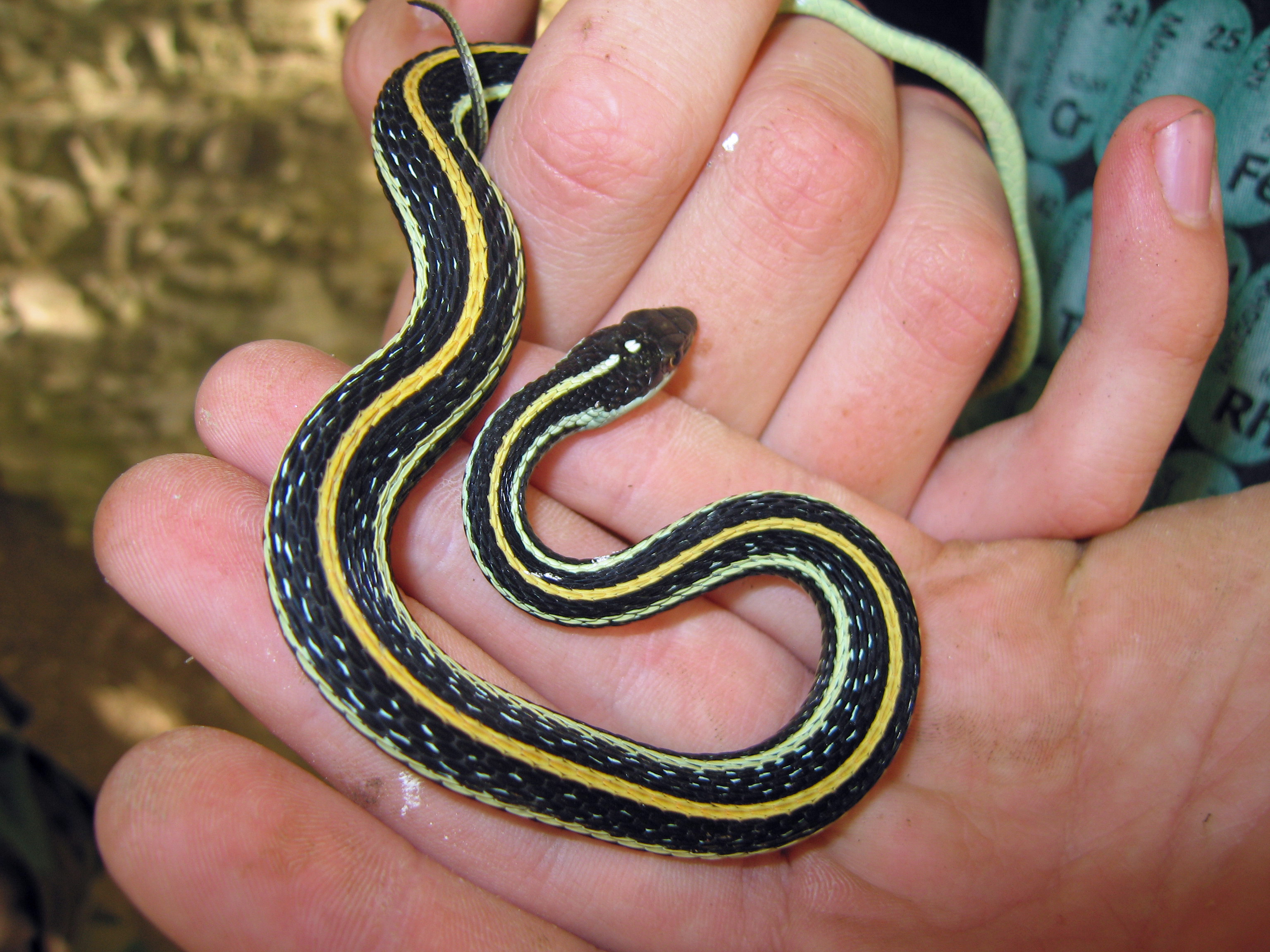

Cette espèce est ovovivipare et semi-aquatique, passant le plus clair de son temps au bord de l'eau : marais, étangs, lacs, cours d'eau ou zones stagnantes. Son alimentation principale est faite d'amphibiens, comme la Rainette grillon, (Acris crepitans), mais il consomme aussi des lézards et des petits rongeurs. Il se déplace rapidement et est un excellent nageur.

## Liste des sous-espèces
Selon The Reptile Database (6 septembre 2013) :
- Thamnophis proximus alpinus Rossman, 1963
- Thamnophis proximus diabolicus Rossman, 1963
- Thamnophis proximus orarius Rossman, 1963
- Thamnophis proximus proximus (Say, 1823)
- Thamnophis proximus rubrilineatus Rossman, 1963
- Thamnophis proximus rutiloris (Cope, 1885)

## Publications originales
- Cope, 1885 : A contribution to the herpetology of Mexico. Proceedings of the American Philosophical Society, vol. 22, p. 379-404 (texte intégral).
- Rossman, 1963 : The colubrid snake genus Thamnophis: A revision of the sauritus group. Bulletin of the Florida State Museum of Biological Science, vol. 7, no 3, p. 99-178 (texte intégral).
- Say in James, 1823 : Account of an expedition from Pittsburgh to the Rocky Mountains, performed in the years 1819 and '20 : by order of the Hon. J.C. Calhoun, sec'y of war: under the command of Major Stephen H. Long. From the notes of Major Long, Mr. T. Say, and other gentlemen of the exploring party, vol. 1, p. 1-344 (texte intégral).